# Universiteit voor Internationale Betrekkingen
Universiteit van Internationale Betrekkingen is een universiteit in de Chinese hoofdstad Peking die zich richt op het opleiden van studenten in in de diplomatie. Een andere universiteit in Peking op een aanpalend gebied is de Chinese Universiteit voor Buitenlandse Zaken.
De belangrijkste vakken zijn internationale betrekkingen, de buitenlandse talen (Engels, Frans en Japans), internationale politiek, wereldeconomie, rechtsgeleerdheid, cultuur en media, overheidsbestuur en informatietechnologie.
De universiteit werd opgericht in 1949, toen de Volksrepubliek China werd opgericht na de Lange Mars van Mao Zedong. Chinese overheidswebsites maken niet geheel duidelijk of de universiteit onder het Ministerie van Onderwijs of dat van Veiligheidszaken valt.